# (1380) Volodia
(1380) Volodia – planetoida z grupy pasa głównego asteroid okrążająca Słońce w ciągu 5 lat i 222 dni w średniej odległości 3,15 au. Została odkryta 16 marca 1936 roku w Algiers Observatory w Algierze przez Louisa Boyera. Nazwa planetoidy pochodzi od Wołodii zdrobnienia rosyjskiego imię Władimir ze względu na Wladimira Wesselowskiego, urodzonego w noc odkrycia planetoidy. Przed nadaniem nazwy planetoida nosiła oznaczenie tymczasowe (1380) 1936 FM.